# SFC Opava
Der SFC Opava ist ein tschechischer Fußballverein aus Opava, der seit der Saison 2021/22 in der zweiten tschechischen Fußballliga spielt.

## Vereinsgeschichte
Vorläufer des heutigen Vereins war der 1907 gegründete deutsche Verein Troppauer FV, ab 1909 DSV Troppau und als solcher Teil der Vereine, die 1939 zur NSTG Troppau fusionierten. Als offizielles Gründungsjahr des SFC Opava gilt jedoch 1945, als ein Verein namens SK Slezan Opava entstand, der allerdings nicht mit dem gleichnamigen Verein zu tun hatte, der von 1908 bis 1931 existierte.
Erst 1955 spielte der inzwischen in Baník Opava umbenannte Verein überregional. 1972 konnte ein neues Stadion fertiggestellt werden; in diesem Jahr stieg Opava in die damals dreigleisige 3. Liga auf. In der ersten Saison belegte Ostroj Opava, so hieß der Verein inzwischen, den elften Platz. Nach einer Reorganisation des tschechoslowakischen Ligasystems 1977 war der Klub zweitklassig. Die Änderung wurde 1981 wieder zurückgenommen, Opava musste in wieder in die dritte Liga absteigen. 1985 gewann Opava die Gruppe B der 3. Liga und stieg in die 2. Liga auf (1.ČNL), in der der Klub in den folgenden Jahren immer vorne mitspielte. Ausgerechnet in der Saison 1992/93, in der aufgrund der kommenden Teilung der Tschechoslowakei sechs Mannschaften aus der 2. Liga in die neue tschechische 1. Liga aufsteigen konnten, reichte es für Opava nur zum zehnten Platz. In der darauf folgenden Spielzeit 1993/94 entging Opava der Aufstieg um drei Punkte.
1995 war es dann so weit, der in FC Kaučuk Opava umbenannte Verein stieg in die höchste tschechische Spielklasse auf. Am 30. Juli 1995 verlor man allerdings das Auftaktspiel vor 11.376 Zuschauern mit 1:2 gegen Petra Drnovice. Die Saison verlief dennoch sehr erfolgreich, Opava belegte am Ende den sechsten Rang, die bis dato beste Platzierung in der Vereinsgeschichte.
1996/97 spielte Opava im UEFA Intertoto Cup in einer Gruppe mit Kamas Nabereschnyje Tschelny, Spartak Warna, TSV 1860 München und ŁKS Łódź und belegte am Ende den zweiten Platz. In der Liga wurde Opava Neunter. In den folgenden Jahren spielte Opava gegen den Abstieg, der 2000 nicht mehr verhindert werden konnte, dem Verein gelang aber der sofortige Wiederaufstieg. Die Mannschaft war 2000/01 zu schwach für die Gambrinus Liga und stieg mit nur 18 Punkten als Tabellenletzter wieder ab. Erneut stieg die Mannschaft aber sofort wieder auf. 2004 konnte der SFC Opava, wenn auch nur knapp, die Klasse halten.
Schon 2005 wurde das Team erneut Tabellenletzter, was einen Abstieg in die zweite Liga zur Folge gehabt hätte. In all den Jahren hatte der Verein rund zwei Millionen Euro Schulden angehäuft und meldete nach langem, undurchsichtigem Sommertheater nur für den „Moravskoslezský Přebor“, die 5. Liga. Dort gelang es den Verein zu entschulden, die Mannschaft beherrschte die Liga nach Belieben und wies am Saisonende die beeindruckende Bilanz von 28 Siegen und zwei Unentschieden aus, blieb also ungeschlagen bei 105 geschossenen und nur 11 kassierten Toren. Im Sommer 2006 kaufte der SFC Opava die Zweitligalizenz von SK Hanácká Slavia Kroměříž und war wieder in der 2. Liga. Aus dieser musste man allerdings als Tabellenvorletzter nach der Saison 2009/10 in die drittklassige Moravskoslezská fotbalová liga absteigen, jedoch gelang als Meister souverän der sofortige Wiederaufstieg. Die Saison 2012/13 beendete man auf dem 16. Tabellenplatz, der den letzten Platz und somit den erneuten Abstieg in die dritte Liga bedeutete. 2014 kehrte der SFC Opava als Meister wieder in die 2. Liga zurück. 2017/18 gelang als Meister der 2. Liga die Rückkehr ins tschechische Oberhaus.

## Erfolge
- 6. Platz Gambrinus Liga 1995/96
- Teilnahme am UEFA Intertoto Cup 1996/97

## Europapokalbilanz
| Saison | Wettbewerb         | Runde        | Gegner                       | Gesamt | Hin     | Rück |
| ------ | ------------------ | ------------ | ---------------------------- | ------ | ------- | ---- |
| 1996   | UEFA Intertoto Cup | Gruppenphase | Kamas Nabereschnyje Tschelny | 1:2    | 1:2 (H) |      |
| 1996   | UEFA Intertoto Cup | Gruppenphase | Spartak Warna                | 1:0    | 1:0 (A) |      |
| 1996   | UEFA Intertoto Cup | Gruppenphase | TSV 1860 München             | 0:2    | 0:2 (H) |      |
| 1996   | UEFA Intertoto Cup | Gruppenphase | Łódzki KS                    | 3:0    | 3:0 (A) |      |

Gesamtbilanz: 4 Spiele, 2 Siege, 2 Niederlagen, 5:4 Tore (Tordifferenz +1)

## Vereinsnamen
Von 1945 bis 1948 hieß der Verein SK Slezan Opava. Die erste Umbenennung erfolgte 1948 in Sokol Slezan Opava. Von 1950 bis 1953 hieß der Klub ZSJ SPJP Opava, 1953 bis 1958 TJ Baník Opava, danach bis 1990 TJ Ostroj Opava. In diesem Jahr benannte sich der Verein in FK Ostroj Opava um, 1994 folgte die Umbenennung in FC Kaučuk Opava, seit 1998 heißt er SFC Opava.

## Spieler
- Alois Grussmann (1981–1982, 1993–2000)

## Trainer
- Evžen Hadamczik (1970–1977)
- Petr Uličný (2000)
- Bohuš Keler (2000–2001)
- Pavel Hapal (2003–2004)
- Vlastimil Palička (2004–2005)
- Radoslav Látal (2008–2009)